# Trio Mocotó
I Trio Mocotó sono un gruppo musicale brasiliano di samba e samba rock.

## Storia
Fondato nel 1968 in un club di San Paolo, il gruppo prevedeva tre componenti: João Parahyba alle percussioni e alla batteria, Nereu Gargalo al pandeiro e Luis Carlos Fritz "Escovão" alla chitarra e alla cuíca; tutti e tre erano cantanti. Negli anni '60 furono celebri per aver accompagnato il celebre cantautore Jorge Ben. Nel 1971 pubblicano il primo album solista: Muita Zorra.

### Lo scioglimento
Dopo il loro iniziale successo la band rimase separata per circa vent'anni. Di loro non si seppe più nulla, tranne che per João che collaborò all'album di Bebel Gilberto Tanto Tempo.

### Gli anni 2000
La band si riforma ed un anno dopo pubblica il secondo disco Samba Rock. Alla fine del 2002 Fritz viene rimpiazzato da un nuovo chitarrista: Skowa. Beleza!Beleza!!Beleza!!! è il loro ultimo lavoro discografico pubblicato nel 2003 collaborando con altri artisti della scena brasiliana.

## Il "samba rock"

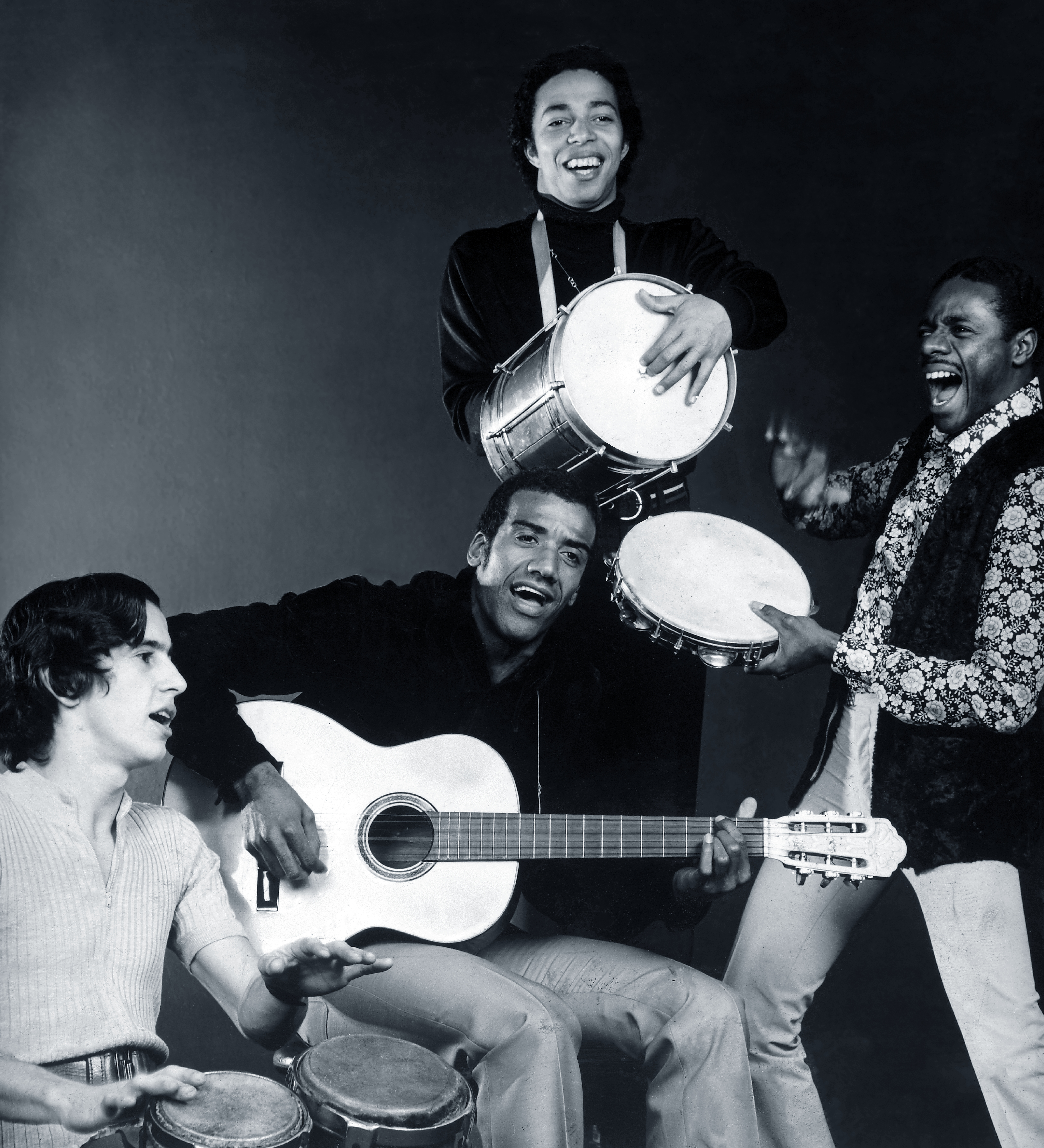
Jorge Ben e Trio Mocotó (1971)

Il gruppo (durante il periodo Jorge Ben) coniò questo termine per indicare i loro lavori i quali consistono in un miscuglio di samba con la rivoluzione musicale americana che avveniva nel loro periodo di fondazione. Essi presero esempio da interpreti brasiliani come: Gilberto Gil, Caetano Veloso e lo stesso Jorge Ben con cui avevano già collaborato.

## Formazione

### Formazione attuale
- João Parahyba - batteria, timba, percussioni, voce
- Nereu Gargalo - pandeiro, percussioni, voce

### Ex componenti
- Luis Carlos Fritz "Escovão" - chitarra classica, cuíca, rhodes, voce (deceduto)[1]
- Skowa - chitarra elettrica, basso elettrico, voce (deceduto)[2]

### Band di accompagnamento
- Luis do Monte - chitarre
- Gilberto "Giba" da Silva Pinto - basso elettrico
- Roberto Lazzarini - tastiere, pianoforte

## Discografia

### Album studio
- 1976 - Muita Zorra
- 2001 - Samba Rock
- 2003 - Beleza! Beleza!! Beleza!!!

### Singoli
- Coquiero Verde
- Voltei Amor
- Kriola